# اسماعیلوو (شهرستان تویمازینسکی، باشقیرستان)
اسماعیلوو (انگلیسی: Ismailovo, Tuymazinsky District, Republic of Bashkortostan) یک شهرک در شهرستان تویمازینسکی استان باشقیرستان کشور روسیه است.